# Estadio Pensativo
Estadio Municipal Pensativo – stadion piłkarski w gwatemalskim mieście Antigua Guatemala, stolicy departamentu Sacatepéquez. Obiekt może pomieścić 10 000 widzów, a swoje mecze rozgrywa na nim drużyna Antigua GFC.
Stadion powstał w pobliżu wzgórza Cerro de la Cruz, na miejscu dawnego wysypiska śmieci. Przez dłuższy czas przy boisku istniała tylko jedna trybuna, a w połowie lat 50. dobudowano pozostałe trybuny, osiągając pojemność 10 000 widzów.
Na szczycie głównej bramy znajduje się specjalna misa przeznaczona na znicz, zapalany podczas dużych wydarzeń sportowych (np. krajowych igrzysk). Obiekt, pomimo wieloletnich starań, nie ma sztucznego oświetlenia, przez co nie można na nim rozgrywać meczów w nocy oraz nie spełnia wymogów CONCACAF do goszczenia spotkań międzynarodowych. Głównym problemem w rozpoczęciu prac jest negatywna opinia Narodowej Rady Ochrony Antigua Guatemala (miasto zostało wpisane na listę światowego dziedzictwa UNESCO). 
Nazwa stadionu pochodzi od funkcjonującej w latach 1918–1935 miejskiej drużyny piłkarskiej Club Pensativo. Ta wzięła z kolei nazwę od przepływającej przez Antiguę rzeki Pensativo.